# Photuris lucicrescens
Photuris lucicrescens is een keversoort uit de familie glimwormen (Lampyridae). De wetenschappelijke naam van de soort is voor het eerst geldig gepubliceerd in 1951 door Barber.